# Quyền LGBT ở Peru
Quyền đồng tính nữ, đồng tính nam, song tính và chuyển giới ở Peru có thể phải đối mặt với những thách thức pháp lý mà những người không phải LGBT không gặp phải. Hoạt động tình dục đồng giới giữa những người trưởng thành đồng ý là hợp pháp. Tuy nhiên, các hộ gia đình đứng đầu là các cặp đồng giới không đủ điều kiện cho các biện pháp bảo vệ pháp lý tương tự dành cho các cặp khác giới.
Vào tháng 1 năm 2017, một nghị định do Tổng thống Pedro Pablo Kuczynski ban hành nghiêm cấm mọi hình thức phân biệt đối xử và ghét tội phạm trên cơ sở khuynh hướng tình dục và bản sắc giới tính có hiệu lực. Trong một phán quyết mang tính bước ngoặt được công bố vào ngày 9 tháng 1 năm 2017, Tòa án Hiến pháp Lima lần thứ 7 đã ra phán quyết ủng hộ việc công nhận và đăng ký một cuộc hôn nhân đồng giới, giữa một công dân Peru và một công dân Mexico, được thực hiện tại Thành phố Mexico vào năm 2010, mặc dù phán quyết này đã bị kháng cáo, và hiện tại trước Tòa án tối cao.
Đồng tính luyến ái đã được sử dụng làm căn cứ để ly thân hoặc ly dị. Luật pháp nhằm bảo vệ "đạo đức công cộng" cũng đã được sử dụng để chống lại đồng tính nữ và đồng tính nam. Thái độ của xã hội đối với người đồng tính nói chung là thù địch và vẫn bị ảnh hưởng nặng nề bởi Giáo hội Công giáo. Vào những năm 1980, thành lập tổ chức Movimiento Homosexual de Lima (MHOL) quản lý để mang lại ít nhất một sự thay đổi nhỏ trong cách các phương tiện truyền thông đối xử với đồng tính luyến ái. Những người LGBT được biết đến có thể phải đối mặt với sự khủng bố của công chúng. Ở Lima cuộc diễu hành tự hào đầu tiên vào năm 2002, hầu hết những người biểu tình đều đeo mặt nạ để tránh sự khủng bố của công chúng.

## Công nhận mối quan hệ đồng giới

### Kết hợp dân sự
Vào ngày 26 tháng 7 năm 2010, Thứ trưởng Jose Vargas của đảng cầm quyền Alianza Popular Revolucionaria Americana tuyên bố rằng ông sẽ đưa ra một dự luật hợp pháp hóa kết hợp dân sự. Tuy nhiên, vào đầu năm 2011, dự luật đã chết trong Ủy ban Tư pháp vì một số thành viên của nó tin rằng cần phải thay đổi Hiến pháp để phê chuẩn luật.
Trước cuộc Tổng tuyển cử Peru, 2011, hai trong số các ứng cử viên tổng thống, Keiko Fujimori và Alejandro Toledo, đã bày tỏ sự ủng hộ của họ đối với kết hợp dân sự cho các cặp đồng giới, nhưng không ai trong số họ được bầu. Người chiến thắng trong cuộc bầu cử, Ollanta Humala, đã tuyên bố rằng ông phản đối sự công nhận hợp pháp đối với các cặp đồng giới. Vào tháng 4 năm 2014, nhà lập pháp Carlos Bruce đã nhận được một bản kiến nghị có chữ ký của 10.000 người ủng hộ cho phép kết hợp dân sự cho các cặp đồng giới. Bruce, người đề xuất thay đổi luật vào tháng 9 năm 2013, bày tỏ hy vọng rằng nó sẽ làm giảm bớt sự phân biệt đối xử mà người LGBT Peru phải đối mặt.
Dự luật dự kiến sẽ được tranh luận vào ngày 7 tháng 4 trước Ủy ban Tư pháp và Nhân quyền, nhưng cuối cùng đã bị hoãn lại cho đến sau lễ Phục sinh. Vào tháng 6 năm 2014, một số dự luật cấp các hình thức công nhận khác nhau đã được thảo luận tại Quốc hội. Sau cuộc tranh luận, chính trị gia Carlos Bruce, người trước đó đã tuyên bố công khai rằng ông là người đồng tính, đã quyết định rằng dự luật liên minh dân sự ban đầu của ông cung cấp cho các cặp đồng giới có quyền toàn diện hơn nên được bỏ phiếu riêng biệt với các đề xuất khác. Hơn một dự luật cho phép công nhận các mối quan hệ đồng tính đã được lên kế hoạch thảo luận trong phiên họp quốc hội sau, bắt đầu vào tháng 8, mặc dù cuộc tranh luận cuối cùng đã bị hoãn lại một lần nữa.
Vào giữa tháng 12 năm 2014, trong tuần cuối cùng của năm lập pháp 2014, đã có thông báo rằng dự luật sẽ là điều đầu tiên trong chương trình nghị sự của Chính phủ trong phiên họp quốc hội mới, bắt đầu vào đầu tháng 3/2015. Vào ngày 10 tháng 3, dự luật liên minh dân sự của Bruce đã bị từ chối trong cuộc bỏ phiếu 7-4 với 2 lần bỏ phiếu và 2 lần vắng mặt trong Ủy ban Tư pháp. Một thượng nghị sĩ kêu gọi Quốc hội xem xét lại dự luật và đề nghị đã được lên kế hoạch bỏ phiếu vào ngày 17 tháng 3, nhưng cuộc họp đã bị đình chỉ do thiếu thượng nghị sĩ. Ngoài ra trong chương trình nghị sự còn có một đề xuất thay thế gọi là liên minh đoàn kết được lên kế hoạch bỏ phiếu trong vòng hai tuần, mặc dù cuộc họp không bao giờ được thực hiện. Vào ngày 14 tháng 4 năm 2015, dự luật đã được Ủy ban Tư pháp chính thức gác lại sau khi chỉ nhận được hai phiếu ủng hộ việc xem xét lại.
Các nghị sĩ Carlos Bruce và Alberto de Belaunde, từ đảng trung hữu Peruvians for Change, giới thiệu lại một dự luật liên minh dân sự tại Quốc hội vào cuối tháng 11 năm 2016. Dự luật có chữ ký của các chính trị gia khác nhau, cụ thể là Gino Costa, Sergio Dávila, Vicente Zeballos, Ana María Choquehuanca, Guido Lombardi, Janet Sánchez Alva, Juan Sheput và Phó chủ tịch Mercedes Aráoz. Tổng thống Pedro Pablo Kuczynski tuyên bố ủng hộ các liên minh dân sự đồng giới trong chiến dịch tranh cử tổng thống của mình.

### Hôn nhân đồng giới
Vào ngày 14 tháng 2 năm 2017, một dự luật hợp pháp hóa hôn nhân đồng giới đã được giới thiệu tại Quốc hội Peru. Dự luật được tài trợ bởi Indira Huilca, Marisa Glave, Tania Pariona, Alberto Quintanilla, Manuel Dammert, Horacio Zeballos, Marco Arana và Edgar Ochoa từ Mặt trận rộng lớn, Guido Lombardi và Carlos Bruce từ Peruvians for Change. Huilca nói rằng luật pháp không phải là "tạo ra sự công nhận hợp pháp đặc biệt" cho các cặp đồng giới mà là mở rộng quyền bình đẳng. "Không hơn không kém." Đề xuất tìm cách thay đổi Điều 234 của Bộ luật Dân sự để định nghĩa hôn nhân là "liên minh tự nguyện được hai người đồng ý có thể làm như vậy".

#### Công nhận hôn nhân được thực hiện ở nước ngoài
Vào ngày 16 tháng 9 năm 2016, Tòa án Đăng ký của Cơ quan đăng ký nhận dạng và tình trạng dân sự (RENIEC) phán quyết ủng hộ một cặp đồng giới kết hôn ở nước ngoài, cho rằng hôn nhân đồng giới không trái với luật pháp và trật tự quốc tế. Cặp đôi, kết hôn tại Bỉ, đã tìm cách đăng ký tài sản mà họ đã mua trong nước. Tuy nhiên, cơ quan đăng ký công khai từ chối. Vào ngày 3 tháng 2, tòa án xác định rằng luật áp dụng trong trường hợp này là luật của Bỉ chứ không phải luật của Peru. Như vậy, phán quyết rằng cặp vợ chồng có thể mua và đăng ký tài sản ở Peru. Nhà đăng ký công khai một lần nữa từ chối, nói rằng mặc dù trong trường hợp này, cuộc hôn nhân đã được ký kết theo luật pháp Bỉ, điều này trái với luật pháp quốc tế và trật tự theo các điều ước quốc tế được ký bởi Peru. Vào tháng 9, tòa án phán quyết rằng hôn nhân không thể không phù hợp với trật tự công cộng quốc tế vì hôn nhân đồng giới được cho phép ở nhiều quốc gia và một lần nữa phán quyết rằng luật pháp Peru không được áp dụng cho vụ án vì đây là một cuộc hôn nhân được điều chỉnh theo luật pháp của Bỉ. Do đó, các cặp đồng giới đã kết hôn ở nước ngoài sẽ không gặp vấn đề gì trong việc đăng ký tài sản họ mua ở Peru và được công nhận quyền kinh tế.
Trong một phán quyết được công bố vào ngày 9 tháng 1 năm 2017, Tòa án Hiến pháp Lima lần thứ 7 đã ra lệnh RENIEC công nhận và đăng ký kết hôn của một cặp đồng giới, Oscar Ugarteche và Fidel Aroche, người trước đây đã kết hôn ở Thành phố Mexico. Ugarteche là người sáng lập Phong trào đồng tính luyến ái Lima, một nhóm vận động LGBT của Peru được thành lập năm 1982. Tòa án phán quyết rằng việc không công nhận hôn nhân đồng giới được thực hiện ở các quốc gia khác sẽ rất phân biệt đối xử và trái với cả Hiến pháp Peru và nhiều điều khoản quốc tế. Tòa án cho rằng lý do duy nhất mà hôn nhân không được công nhận là vì nó được kết luận giữa những người cùng giới tính, và lập luận đó không hợp lý và khách quan. Ngoài ra, nó đã trích dẫn nhiều tiền lệ quốc tế, bao gồm Atala Riffo and Daughters v. Chile và Obergefell v. Hodges. RENIEC tuyên bố sẽ kháng cáo phán quyết lên Tòa án công lý cao cấp của Lima. Tòa án Công lý Tối cao đã bác bỏ vụ kiện vào tháng 3 năm 2018, bởi vì Ugarteche đã đệ đơn kiện RENIEC sáu ngày quá muộn. Tòa án đã không phán quyết về giá trị của vụ án, tuy nhiên. Ugarteche đã tuyên bố ý định kháng cáo lên Tòa án hiến pháp. Tòa án xét xử vào ngày 20 tháng Sáu.
Vào tháng 4 năm 2019, đã có báo cáo rằng bốn trường hợp tìm kiếm sự công nhận cho hôn nhân đồng giới ở Peru đang chờ xử lý. Một trong số họ liên quan đến một cuộc hôn nhân được thực hiện ở nước ngoài, mà cặp đôi đang tìm kiếm sự công nhận ở Peru thông qua một vụ kiện. Một người khác được đưa đến bởi một công dân Peru đang tìm kiếm quyền kết hôn với bạn tình đồng giới của mình ở Peru từ một tòa án ở Lima. Nelly Paredes Rojas, công tố viên của RENIEC, kêu gọi Quốc hội hợp pháp hóa hôn nhân đồng giới.

#### Phán quyết của Tòa án Nhân quyền Liên Mỹ 2018
Sau một động thái được gửi bởi Costa Rica, Tòa án Nhân quyền Liên Mỹ đã đưa ra phán quyết ủng hộ hôn nhân đồng giới vào ngày 9 tháng 1 năm 2018, yêu cầu các quốc gia ký kết Công ước châu Mỹ về Nhân quyền để hợp pháp hóa hôn nhân đồng giới. Vào ngày 11 tháng 1, chủ tịch của Tòa án tối cao Peru và chủ tịch của đất nước tư pháp, Duberlí Rodríguez, tuyên bố rằng Peru nên tuân theo quyết định. Vào ngày 29 tháng 1 năm 2018, Bộ trưởng Bộ Nhà ở Carlos Bruce ước tính rằng hôn nhân đồng giới sẽ được phép ở Peru trong vòng hai năm, và một số cựu thẩm phán và các nhà lập pháp của Tòa án Tối cao, bao gồm Indira Huilca, tuyên bố rằng hôn nhân đồng giới sẽ sớm được hợp pháp ở Peru, không có vấn đề gì. Chính phủ Peru, tuy nhiên, vẫn chưa đưa ra quyết định chính thức về vấn đề này.

## Bảo vệ phân biệt đối xử và luật tội ác căm thù
Điều 2.2 của Hiến pháp Peru quy định rằng "mọi người đều có quyền bình đẳng trước pháp luật. Không ai được phân biệt đối xử dựa trên nguồn gốc, chủng tộc, giới tính, ngôn ngữ, quan điểm, tình trạng kinh tế, hoặc bất kỳ tính năng phân biệt nào khác". Xu hướng tính dục và bản dạng giới có thể được bao gồm trong "bất kỳ đặc điểm phân biệt nào khác", nhưng không được đề cập rõ ràng.
Tuy nhiên, kể từ tháng 5 năm 2004, Bộ luật Tố tụng Hiến pháp (Luật 28.237) rõ ràng quy định rằng writ of amparo, một bảo đảm hiến pháp để bảo vệ mọi người khỏi mối đe dọa hoặc vi phạm các quyền được ghi nhận trong Hiến pháp, có thể được sử dụng trong trường hợp phân biệt đối xử dựa trên xu hướng tính dục.
Vào tháng 7 năm 2013, Quốc hội đã bỏ phiếu, 56-27 với 18 điều khoản, một dự luật sửa đổi luật ghét tội phạm của Peru để bao gồm xu hướng tính dục và bản dạng giới.
Đến tháng 2 năm 2016, Bộ luật Hình sự mới đã được soạn thảo và đang chờ xử lý trong Ủy ban Nhân quyền và Tư pháp. Nó sẽ thiết lập sự bảo vệ rõ ràng cho những người LGBT chống lại sự phân biệt đối xử, ngược đãi và kích động thù hận. Để phá vỡ sự bế tắc chính trị trong Quốc hội, một nghị định của chính phủ (số 1323) bổ sung các điều khoản về khuynh hướng tình dục và bản sắc giới tính đối với tội phạm ghét và luật chống phân biệt đối xử đã được công bố trong công báo chính thức của nước này, với Bộ luật hình sự mới có hiệu lực vào ngày 7 tháng 1 năm 2017. Sắc lệnh được ban hành gần đây Tổng thống, Pedro Pablo Kuczynski.
Tuy nhiên, vào tháng 5 năm 2017, Quốc hội Peru đã bỏ phiếu từ 66 phiếu đến 29 để loại bỏ các điều khoản này khỏi tội ác ghét và luật chống phân biệt đối xử. Các thành viên của đảng lớn nhất trong Quốc hội, Lực lượng phổ biến, người lãnh đạo đã thua Kuczynksi trong cuộc tổng tuyển cử Peru, 2016, được tham gia bởi các thành viên của Alliance For Progress, để loại bỏ các điều khoản được ban hành trong nghị định. Tuy nhiên, Tổng thống Kuczynski đã phủ quyết việc loại bỏ, và Quốc hội đã thất bại trong việc ghi đè quyền phủ quyết của ông. Kể từ tháng 11 năm 2018, theo Điều 46 và 323 của Bộ luật Hình sự, nghị định ban hành năm 2017 ngoài vòng pháp luật phân biệt đối xử, kích động phân biệt đối xử và ghét tội phạm dựa trên xu hướng tính dục và bản dạng giới vẫn còn hiệu lực.

### Luật khu vực
Ngoài nghị định năm 2017 cấm phân biệt đối xử đối với người LGBT trên toàn quốc, một số khu vực và quận đã ban hành luật chống phân biệt đối xử của riêng họ bao gồm các xu hướng tình dục và bản dạng giới khác. Đây là Ayacucho, La Libertad, Loreto, Moquegua, San Martín, Tacna và Ucayali, cũng như các quận của Alto Selva Alegre, Castilla, Miraflores (Lima), và Pueblo Libre. Những người khác có bảo vệ nhưng chỉ trên cơ sở xu hướng tình dục: Amazonas, Apurímac, Callao, Huancavelica, Huánuco, Ica, Junín, Madre de Dios, và Khu vực đô thị Lima cũng như các tỉnh Cajamarca, Cañete, Cutervo, Lambayeque, Piura, Santa và Sullana, và các quận của Ancón, Chaclacayo, Characato, Jacobo Hunter, Jesús María, Lince, Majes, Miraflores (Arequipa), Morropón, Pachacamac, Picsi, San Isidro, San Juan de Lurigancho, San Miguel, Saña, Santa Anita, Santa María del Mar, Santiago de Surco and Villa El Salvador.

## Bảng tóm tắt
| Hoạt động tình dục đồng giới hợp pháp                                                                                       | (Từ năm 1924)                                       |
| Độ tuổi đồng ý | (Từ năm 2012)                                       |
| Luật chống phân biệt đối xử trong việc làm                                                                                  | (Từ năm 2017)                                       |
| Luật chống phân biệt đối xử trong việc cung cấp hàng hóa và dịch vụ                                                         | (Từ năm 2017)                                       |
| Luật chống phân biệt đối xử trong tất cả các lĩnh vực khác (bao gồm phân biệt đối xử gián tiếp, ngôn từ kích động thù địch) | (Từ năm 2017)                                       |
| Luật tội ác thù hận bao gồm xu hướng tính dục và bản dạng giới                                                              | (Kể từ năm 2017, thông qua một tình tiết tăng nặng) |
| Hôn nhân đồng giới | (Đề xuất)                                           |
| Công nhận các cặp đồng giới (ví dụ: kết hợp dân sự)                                                                         | (Đề xuất)                                           |
| Con nuôi của các cặp vợ chồng đồng giới                                                                                     | No                                                  |
| Con nuôi chung của các cặp đồng giới                                                                                        | No                                                  |
| Người đồng tính nam, đồng tính nữ và song tính được phép phục vụ công khai trong quân đội                                   | (Từ năm 2009)                                       |
| Quyền thay đổi giới tính hợp pháp                                                                                           | (Từ năm 2016)                                       |
| Truy cập IVF cho đồng tính nữ                                                                                               | No                                                  |
| Mang thai hộ thương mại cho các cặp đồng tính nam                                                                           | No                                                  |
| NQHN được phép hiến máu | (Không cấm chính thức)                              |